# Elaeodendron alluaudianum
Elaeodendron alluaudianum är en benvedsväxtart som beskrevs av Henri Perrier de la Bâthie. Elaeodendron alluaudianum ingår i släktet Elaeodendron och familjen Celastraceae. Inga underarter finns listade.